# Braga (São José de São Lázaro e São João do Souto)
Braga (São José de São Lázaro e São João do Souto) (llamada oficialmente União das Freguesias de Braga (São José de São Lázaro e São João do Souto)) es una freguesia portuguesa del municipio de Braga, distrito de Braga.

## Historia
Fue creada el 28 de enero de 2013 en aplicación de una resolución de la Asamblea de la República de Portugal promulgada el 16 de enero de 2013 con la unión de las freguesias de São João do Souto y São José de São Lázaro, pasando su sede a estar situada en la antigua freguesia de São José de São Lázaro.

## Demografía
| Gráfica de evolución demográfica de Braga (São José de São Lázaro e São João do Souto) entre 2011 y 2021 |
| |
| Datos según el nomenclátor publicado por el INE portugués.                                               |